# Red Bull
Red Bull (deutsch „roter Stier“) ist ein Energydrink des österreichischen Unternehmens Red Bull GmbH. 2024 wurden über 12,67 Milliarden Dosen des Getränks verkauft, was es zum meistverkauften Energydrink der Welt macht.

## Unternehmen und Geschichte

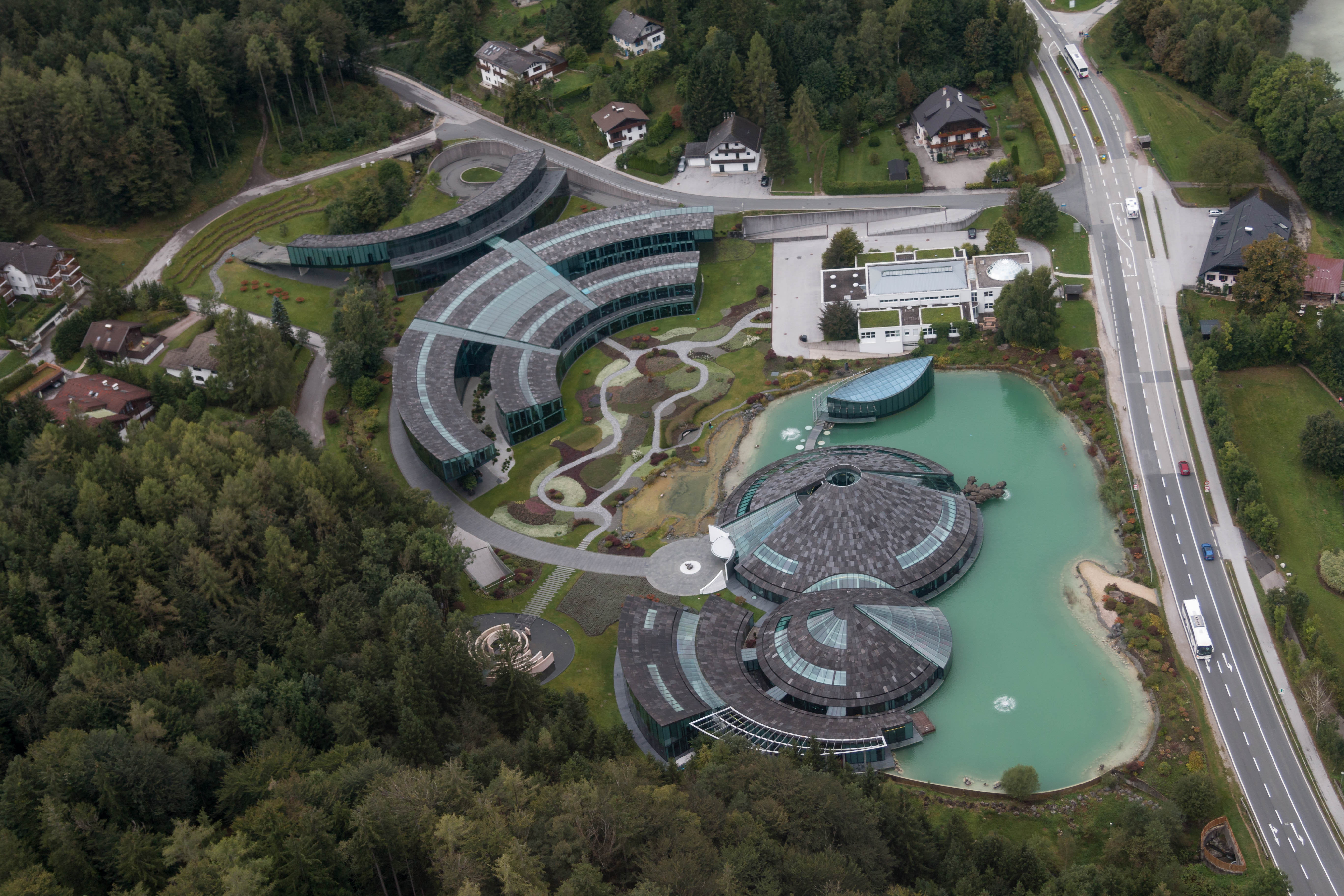
Red-Bull-Zentrale in Fuschl am See

Die Idee für taurinhaltige Getränke kam aus Japan, wo sie im Zweiten Weltkrieg japanischen Piloten zur Steigerung der Leistung verabreicht wurden. Aus Thailand importierte der Gründer der Red Bull GmbH, Dietrich Mateschitz, später die Idee nach Europa. Bei einem Besuch 1982 in Thailand stellte er fest, dass ihm ein Getränk namens Krating Daeng half, den Einfluss des Jetlags zu überwinden. Zusammen mit dem Thailänder Chaleo Yoovidhya gründete Mateschitz in Österreich die Red Bull GmbH, sie übernahmen Marketingkonzept und Grundrezeptur, passten diese dem westlichen Geschmack an und gingen damit 1987 auf den europäischen Markt. Die Markteinführung begann 1987 in Österreich. 1992 folgte Ungarn. Deutschland kam 1994 hinzu. Red Bull wurde von Anfang an als exklusives Premium-Getränk mit entsprechender Bepreisung beworben und war in den ersten Jahren ausschließlich in bis dahin unüblichen 250-Milliliter-Dosen erhältlich, die etwa vier- bis sechsmal so viel wie eine 330-Milliliter-Dose Cola kosteten. Ende der 1980er Jahre wurde Red Bull vor allem durch entsprechendes Marketing in der alternativen Jugend- und Club-Szene (Techno, Mountainbiking, Snowboarding) erfolgreich.
Von Beginn an wurde über gesundheitliche Gefahren sowie langwierige Zulassungsverfahren für einzelne Inhaltsstoffe diskutiert. Dadurch verzögerte sich die Marktzulassung in Österreich und später in Deutschland und anderen Ländern. Mitunter wurde dies in manchen Medien als Verbot kolportiert. Es entstand wiederum ein „Hype“ um dieses für den europäischen Markt neue Getränk. In Frankreich blieb der Energydrink tatsächlich verboten, bis Red Bull 2008 das Taurin durch Arginin ersetzte. Die französischen Behörden stützten dieses Verbot auf angebliche Gesundheitsschäden durch den übermäßigen Konsum von Red Bull. Der Europäische Gerichtshof entschied 2004, dass das französische Verkaufsverbot nicht gegen die Warenverkehrsfreiheit verstößt. Ähnliche Verbote bestanden bis Anfang 2009 in Dänemark und Norwegen. Im Mai 2008 wurde ein Abkommen zur Wiederzulassung von Red Bull mit Taurin in Frankreich unterzeichnet und seit Juli 2008 ist das originale Getränk wieder erhältlich.
Red Bull hat keine eigenen Produktionsstätten, sondern lässt das Getränk bei der Firma Rauch Fruchtsäfte in Nüziders (Vorarlberg) produzieren und abfüllen. Für den Export wird Red Bull nicht als Konzentrat produziert, sondern fertig in Dosen abgefüllt nach Übersee exportiert. Für den amerikanischen Markt wird es von Rauch in der Schweiz abgefüllt, wo ein Werk in Widnau SG errichtet wurde. Dieser Standort wurde gewählt, um bei Handelsstreitigkeiten zwischen der EU und den USA nicht betroffen zu sein. Red Bull ist der größte Abnehmer von Schweizer Zucker. Zudem wird in Phoenix, Arizona in der Vereinigten Staaten seit 2020 hauptsächlich für den amerikanischen Markt produziert.

## Produkte

### Hauptvariante

Eine 250-Milliliter-Dose Red Bull Energy Drink aus den USA

Red Bull Energy Drink, meist nur Red Bull genannt, besteht hauptsächlich aus Wasser, Zucker (Saccharose, Glucose oder Aspartam in der zuckerfreien Variante), Koffein, Taurin und zugesetzten Vitaminen. Red Bull basiert auf dem hauptsächlich in Thailand verbreiteten Energydrink Krating Daeng (กระทิงแดง, dt. „roter Gaur“). Laut Herstellerangaben soll das Getränk eine belebende Wirkung sowie leistungssteigernde Eigenschaften haben, die sich aus der Zusammensetzung seiner Inhaltsstoffe ergeben sollen. Der Koffeingehalt einer Dose (250 ml) entspricht mit 80 Milligramm etwa dem einer Tasse Filterkaffee.
Seit 2003 gibt es die zuckerfreie Variante Red Bull Sugarfree mit einem Energiegehalt von 35 kJ pro Dose (zum Vergleich: 485 kJ in der zuckerhaltigen Variante) und seit 2012 die Variante Red Bull Zero Calories (4,5 kJ pro Dose). Als Süßungsmittel wird Aspartam verwendet. Seit Anfang 2007 gibt es neben der bis dahin üblichen 250-ml-Dose eine größere mit 355 ml, wobei die hohe, schmale Form beibehalten wurde. Erhältlich ist seit Anfang 2009 eine Dose mit 473 ml Inhalt, die Form der Dose wurde beibehalten, und seit 2015 eine 330-ml-Dose. Seit den frühen 1990er Jahren wird Red Bull in Glasflaschen zu 250 ml Inhalt angeboten. Außerdem gab es seit 2008 Red Bull in 250-ml-PET-Dosen sowie in 330-ml-PET-Flaschen. Diese wurden hauptsächlich für das Angebot bei Discountern wie Netto Marken-Discount entwickelt.
Red Bull wird in Lokalen oft als Longdrink mit verschiedenen Wodka-Sorten gemischt unter dem Namen Wodka Energy angeboten. Andere Namen für dieses Getränk sind u. a. Flügerl, Wodka Bull, Wodka-E, Voddy Bull, Ferrari, in der Schweiz und Österreich auch Gummibärli oder schwarze Flügerl bzw. BlackBull. Dieses Restaurantangebot besteht, obwohl die Dosen in manchen Ländern mit der Warnung „nicht mit Alkohol mischen“ beschriftet sind.
Red Bull ist (Stand 2018) in 171 Ländern erhältlich und 2024 wurden nach Unternehmensangaben 12,67 Milliarden Dosen verkauft (4,4 % mehr als im Vorjahr), was es zum mit Abstand meistverkauften Energydrink der Welt macht. Der Konzernumsatz betrug im Jahr 2020 6,3 Milliarden Euro. Trotz zahlreicher Nachahmerprodukte hält Red Bull bei den Energydrinks (Stand 2021) deutschlandweit einen Marktanteil von etwa 50 %. In den USA lag der Marktanteil 2020 bei 43 %.
Im Februar 2025 bekam „Red Bull Zero“ eine Neuauflage, die laut Hersteller einen neuen Geschmack enthält und sich von der „Sugarfree“ Variante unterscheiden soll.

### Nebenvarianten
Ab dem 20. Oktober 2009 wurde in Deutschland der Red Bull Energy Shot angeboten. Der „Energy Shot“ ohne Kohlensäure wurde in pfandfreien Kunststofffläschchen mit 60 ml Inhalt angeboten, wobei die Koffeinkonzentration mit 133 mg / 100 ml höher war als bei den üblichen Red-Bull-Dosen. Somit enthielt ein 60 ml „Energy Shot“ die gleiche Menge Koffein wie eine 250-ml-Dose reguläres Red Bull. Laut Information der Österreichischen Agentur für Gesundheit und Ernährungssicherheit (AGES) handelte es sich bei den Energy shots um keinen Energydrink im herkömmlichen Sinn, sondern diese Produkte wurden als Nahrungsergänzungsmittel vertrieben.
Auf den Fläschchen der Red Bull Energy Shot Labels war in Österreich folgender Sicherheitshinweis abgedruckt, der aufgrund der Nahrungsergänzungsmittelverordnung verpflichtend ist:

„Dieses Produkt ist kein Ersatz für eine abwechslungsreiche Ernährung und sollte außerhalb der Reichweite von Kindern gelagert werden. Empfohlene Tagesdosis: 1 Flasche. Die empfohlene Tagesdosis ist nicht zu überschreiten.“

2013 wurde der Energy Shot aus dem Handel genommen.
Seit September 2011 gibt es zusätzlich „Special Editions“ von Red Bull Energy Drink in drei Geschmacksrichtungen: als Red Edition (Cranberry), Blue Edition (Heidelbeere) und Silver Edition (Limette). Jede Sorte kostet so viel wie ein herkömmliches Red Bull. Die Special Editions basieren auf der gleichen Formel wie Red Bull Energy Drink. Ähnliche Variationen gab es bereits zuvor, damals in den Geschmacksrichtungen Frucht, Cola (nicht zu verwechseln mit Red Bull Cola) und Kaffee. Später kam noch eine weitere Geschmacksrichtung hinzu: als Summer Edition (Tropical) in einer gelben Dose. Seit 2016 gibt es eine Summer Edition (Apfel-Kiwi) in einer grünen Dose und die Spring Edition (Kirschblüte) in einer pinken Dose, die gelbe Summer Edition wird seither mit dem Namen Yellow Edition verkauft, weiters ist seit Herbst 2016 eine Winter Edition (Zwetschge-Zimtnelke) erhältlich.
Die Summer Edition 2017 wird seit April in der Geschmacksrichtung Pink Grapefruit in einer rubinroten Dose im Handel verkauft und ist in limitierter Auflage erhältlich. Die Summer Edition 2018 wird seit April 2018 in der Geschmacksrichtung Kokos – Blaubeere verkauft und ist durch eine weiße Dose zu erkennen. Die Summer Edition Kokos-Blaubeere reiht sich damit in die Reihe bereits bestehender Summer Editions ein: „Pink Grapefruit“ (The Pink Edition), „Tropical“ (The Yellow Edition), „Wassermelone“ (The Red Edition), „Heidelbeere“ (The Blue Edition) und „Kiwi-Apfel“ (The Green Edition). Seit Oktober 2018 ist zudem die neue Winter Edition mit dem Geschmack „Rumtopf“ in einer bronzefarbenen Dose erhältlich.
Seit Sommer 2017 gibt es die neue Variante der Getränke mit dem Namen „Organics by Red Bull“. Laut Firmenangaben handelt es sich nicht um Energydrinks, sondern um „Bio-Erfrischungsgetränke aus Zutaten 100 Prozent natürlicher Herkunft“, die laut Hersteller keine künstlichen Aromen oder Farb-, Konservierungs- oder Zusatzstoffe enthalten. Mit 1. Februar 2025 erfolgte bei „Organics by Red Bull“ der Umstieg von der 250-Milliliter-Dose auf die 330-Milliliter-Dose.
Seit 2023 erhältlich sind die Editions „Apricot“ (Marille-Erdbeere-Pfirsich) und die Summer Edition 2023 in der Geschmacksrichtung Juneberry. 2023 bot man die Winter Edition in der Geschmacksrichtung „Birne-Zimt“ an.
2024 startete Red Bull mit der zuckerfreien Spring Edition in der Geschmacksrichtung „Waldbeere“.
Kurz darauf folgte die „Summer Edition“ mit dem Geschmack „Curuba-Holunderblüte“. Oktober folgte die Winter Edition mit dem Geschmack „Iced-Vanilla-Berry“ (in Österreich „Iced Gummy Bear“). Die Spring Edition ist seit Oktober 2024 als „The Pink Edition“ in Zuckerfreier Variante dauerhaft erhältlich.
Im Frühjahr 2025 erschien die Spring Edition mit dem Geschmack „Waldmeister-Pink Grapefruit“ als zuckerfreie Variante, welche seit Mai 2025 als die The Lilac Edition, dauerhaft im Sortiment ist. Im April 2025 erschien die Summer Edition mit „White Peach“ Geschmack in Normal und Zuckerfrei.

### Inhaltsstoffe
Zutaten laut Angabe auf der Dose sind (in Österreich und Deutschland, Red Bull mit Zucker): Wasser, Saccharose, Glucose, Säuerungsmittel (Citronensäure), als Säureregulator Natriumcitrate, Kohlensäure, dazu sind Taurin (0,4 %), Koffein (0,03 %), Vitamine (Niacin, Pantothensäure, B6, B12) zugefügt sowie Aromen und Farbstoffe (Zuckerkulör, Riboflavin).
Zutaten laut Angabe auf den Energy-Shot-Flaschen (60 ml) sind (in Deutschland): Wasser, Saccharose, Glucose, Taurin (1 g auf 60 ml), als Säuerungsmittel Zitronensäure und als Säureregulator Natriumcitrate, Koffein (80 mg je 60 ml), Glucuronolacton, Inosit, Vitamine (Niacin, Pantothensäure, B6, B12), als Süßungsmittel Sucralose, als Antioxidationsmittel Ascorbinsäure und dazu Aroma und Farbstoffe (einfache Zuckerkulör, Riboflavin).

## Wirkungen

### Mentale Leistungseffekte
Red Bull (wie andere Energydrinks) steigert laut Studien die momentane geistige Leistungsfähigkeit, was sich an einer schnelleren Reaktionszeit beispielsweise bei Entscheidungsaufgaben, einer besseren Konzentration und einer Verbesserung der Erinnerungsleistung bei Gedächtnisaufgaben zeigen soll. Die leistungssteigernden Effekte sind hauptsächlich mit der Koffeinwirkung verbunden.
Die Wirkung von Koffein ist unbestritten, die EFSA hat mehrere Vermutungen zum Thema Koffein überprüft. Als Ergebnis wurden vier eindeutige Effekte nachgewiesen:
- Steigerung der körperlichen Performance bei Übungen mit hoher Intensität, aber kurzer Dauer
- Steigerung der sportlichen Leistungsfähigkeit
- Steigerung der Ausdauer
- Reduktion der selbstwahrgenommenen Erschöpfung

Eine Studie besagt, dass ein gesunder Mittagsschlaf von 50 bis 60 Minuten die gleichen Ergebnisse erzielen kann. In dieser Studie wird in Betracht gezogen, dass die scheinbaren Verbesserungen der Leistungsfähigkeit bei der Aufnahme von Koffein möglicherweise auf eine Aufhebung von Entzugserscheinungen durch die Koffeinzufuhr bei den Testpersonen zurückzuführen sind.

### Sportliche Leistungseffekte
Die sportliche Leistungsfähigkeit soll durch Red Bull (und vergleichbare Produkte) zum Teil positiv beeinflusst werden. Dies dürfte nicht lediglich auf die Koffeinwirkung, sondern auf die Kombination der verschiedenen Inhaltsstoffe zurückzuführen sein. Mit dem Ausdruck „anaerobe Leistungsfähigkeit“ wird die Muskelleistung bezeichnet, die ohne (oder mit deutlich ungenügender) Sauerstoffversorgung produziert werden kann. Im Wingate-Test, bei dem auf einem Fahrradergometer für 30 Sekunden mit maximaler Geschwindigkeit gegen einen größeren, konstanten Widerstand getreten wird, ergab sich bei drei Runden mit jeweils zwei Minuten Erholungszeit dazwischen allerdings keine Verbesserung oder Verschlechterung der Leistung durch Red Bull.
Eine weitere randomisierte Doppelblindstudie mit Studenten ergab keine besseren Wingate-Testleistungen durch Red Bull. Bei drei Serien Bankdrücken mit einer Belastung von 70 % der Maximalkraft und einer Pause von jeweils einer Minute dazwischen zeigte sich eine statistisch signifikante Leistungssteigerung in Form von mehr möglichen Wiederholungen durch Red Bull.
Geiss stellte bei Ausdauersportlern eine Verbesserung der aeroben Ausdauer fest, die von der Kombination der Substanzen und dem Vorhandensein von Taurin abhingen. Echokardiographische Untersuchungen an trainierten Ausdauersportlern ergaben einen messbaren Einfluss von Red Bull auf die Herzmuskelarbeit, der die reine Koffeinwirkung überstieg.

### Mögliche Gesundheitsrisiken
Das in Kanada verkaufte Red Bull ist eine koffeinierte Version des thailändischen Krating Daeng. Bis Ende 2004 durfte es in Kanada nicht verkauft werden. Seither müssen die zum Verkauf zugelassenen Dosen einen Warnhinweis tragen: „Achtung: Enthält Koffein. Nicht empfohlen für Kinder, schwangere oder stillende Frauen, Personen mit Koffeinsensibilität; nicht mit Alkohol mischen. Nicht mehr als 500 Milliliter pro Tag konsumieren.“ Derartige Warntexte sind auf den in den USA oder in Großbritannien verkauften Dosen nicht angebracht.
Ein Test der Zeitschrift Öko-Test kam im Jahr 2007 zu dem Ergebnis, dass das Getränk zu viel Zucker, überflüssige Vitamine und problematische Inhaltsstoffe aufweist. Die Gesamtnote des Tests war mangelhaft. Unter anderem betonte das Magazin, dass das Getränk wie die meisten Produkte seiner Klasse für Sportler ungeeignet ist, da der hohe Zuckergehalt die Flüssigkeitsaufnahme in den Körper blockiert. Dem entgegen steht eine wissenschaftliche Beurteilung der EFSA. In einer Studie fanden Wissenschaftler heraus, dass die Einnahme von Energydrinks keinen Einfluss auf die Flüssigkeitsaufnahmefähigkeit hat.
Red Bull belastet wie andere zuckerhaltige Getränke den Zahnschmelz und kann einen Beitrag zu dessen Schädigung leisten.
Ärzte der Weltgesundheitsorganisation warnen vor Gefahren, insbesondere beim gemeinsamen Genuss mit Alkohol. Neben möglichen Wechselwirkungen mit anderen Inhaltsstoffen wirkt das Koffein der durch Alkohol normalerweise verursachten Schläfrigkeit entgegen. Konsumenten fühlen sich länger wach und lassen sich leicht dazu verleiten, deutlich größere Mengen an Alkohol zu sich zu nehmen, als sie es ohne das Koffein getan hätten.
Energydrinks stehen außerdem im Verdacht, die Entwicklung von Herzrhythmusstörungen zu fördern, die im Einzelfall auch tödlich sein können.

## Werbung und Sponsoring

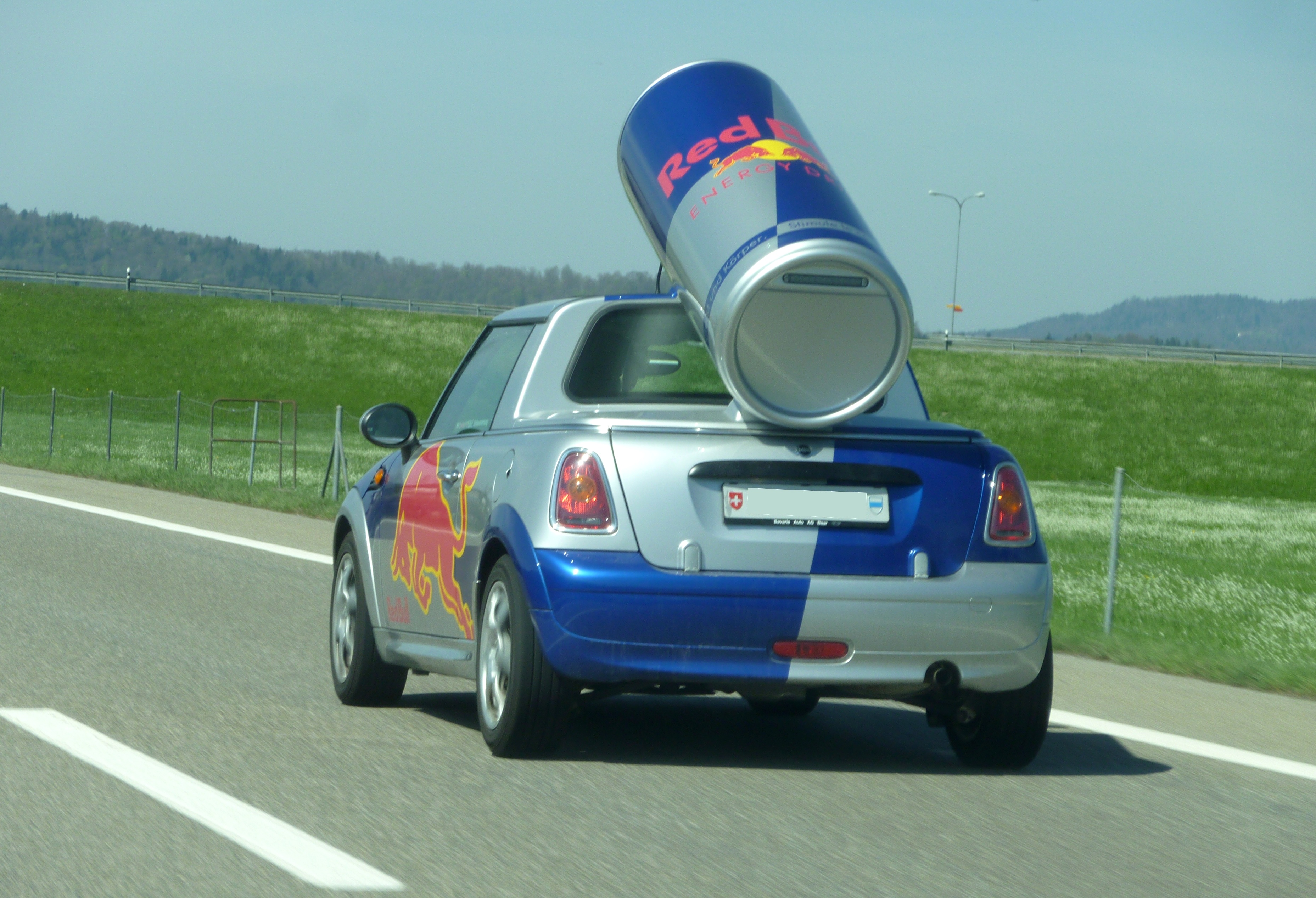
Red-Bull-Werbefahrzeug in der Schweiz

Das Unternehmen sponsert eine Vielzahl sportlicher Veranstaltungen, vor allem im Bereich Extremsport. Zu den bekanntesten Veranstaltungen gehören die Freestyle-Motocross-Serie „Red Bull X-Fighters“ sowie die Luftrennen-Serie „Red Bull Air Race Weltmeisterschaft“, „Red Bull Crashed Ice“ und inzwischen Weltmeisterschaften im Wingsuit-Fliegen. Seit 10 Jahren ist Red Bull für das Sponsoring der Breakdance-Weltmeisterschaft Red Bull BC One bekannt. Weitere Aktivitäten sind der Red Bull Flugtag, das Red Bull Seifenkistenrennen und der Ultramarathon Great Himalaya Trail.
In der Formel 1 engagiert sich Red Bull mit den beiden Teams Red Bull Racing und Visa Cash App RB F1 Team.
Im Fußball nimmt Red Bull starken Einfluss auf die Vereine RB Leipzig, FC Red Bull Salzburg, FC Liefering, New York Red Bulls, Red Bull Bragantino, Red Bull Brasil, RB Ōmiya Ardija, Leeds United, Paris Football Club, sowie im Eishockey auf EC Red Bull Salzburg und EHC Red Bull München. Vor allem das Engagement in Leipzig sorgt jedoch bei Fangruppierungen anderer Vereine für teils stark ablehnende Reaktionen und in Salzburg wurde nach dem Einstieg des Unternehmens von ehemaligen Fans ein neuer Verein unter dem Traditionsnamen SV Austria Salzburg gegründet. Von 2008 bis 2014 unterhielt Red Bull zudem in Westafrika eine Fußballakademie mit eigenem Verein als Red Bull Ghana.
Weltweite Aufmerksamkeit erregte der von Red Bull finanzierte Stratosphären-Sprung Red Bull Stratos von Felix Baumgartner. Der Sender n-tv übertrug den Sprung in Deutschland an einem Sonntagabend live und erreichte mit 7,1 Millionen Zuschauern kurzzeitig einen Marktanteil von 19,9 Prozent.
Red Bull besitzt über das Tochterunternehmen Red Bull Media House GmbH den Fernsehsender ServusTV mit Sitz in Salzburg.
Red Bull wirbt damit, der Energydrink verbessere die Leistungsfähigkeit (siehe oben), obwohl wissenschaftliche Nachweise dafür nicht einheitlich sind. 2014 wurde das Unternehmen vor einem New Yorker Gericht deshalb wegen irreführender Werbung verklagt. Um ein langwieriges und kostspieliges Gerichtsverfahren zu vermeiden, stimmte Red Bull einem Vergleich in Höhe von 13 Millionen Dollar zu. Red Bull erklärte sich zudem bereit, Konsumenten als Entschädigung 10 US-Dollar für einen zwischen 2002 und 2014 gekauften Red-Bull-Energydrink zu zahlen. Manche Medien – u. a. die Frankfurter Allgemeine Zeitung – berichteten fälschlicherweise, in dem Prozess sei es darum gegangen, ob Red Bull seinem Slogan gemäß „Flügel verleiht“ (bzw. englisch: „Red Bull gives you wings“).
Ab der Saison 2024/25 der EFL Championship steigt Red Bull als Minderheitsaktionär und Trikotsponsor bei Leeds United ein.
Im Mai 2024 stieg Red Bull beim größten deutschen Radrennstall „Bora-Hansgrohe“ ein. Mit dem Start der Tour de France 2024 lautet der Name des einzigen deutschen UCI World Tour Teams Red Bull-Bora-hansgrohe.

## Kritik

### Todesfälle bei Red Bull-Veranstaltungen
Das auf Extremsportarten fokussierte Marketing von Red Bull wird seit 2009 kritisiert. Bei Red-Bull-Veranstaltungen und Aktionen sind eine Reihe von Sportlern tödlich verunglückt. Bei den von Red Bull ausgerichteten Extremsportveranstaltungen stirbt jährlich ungefähr ein Extremsportler.

### Russisch-Ukrainischer Krieg
Red Bull hat sich nach dem russischen Überfalls auf die Ukraine 2022 nicht aus Russland zurückgezogen und betreibt dort weiterhin Geschäfte.